# Petronilla
Petronilla (lateinisch für „die Kleine aus dem Geschlecht der Petronier“; im LCI Petrolina von Rom) war eine frühchristliche Jungfrau und Märtyrin.

## Biografische Angaben und Verehrung
Die heilige Petronilla erlitt das Martyrium im zweiten oder dritten Jahrhundert. Geschichtlich gesicherte Erkenntnisse über sie sind nicht überliefert. Die Legende (unter anderem die Petrusakten) machte sie zur Tochter des Apostels Petrus. Ihr Grab in den Domitilla-Katakomben neben dem Grab von Nereus und Achilleus wurde schon im 4. Jahrhundert verehrt. Papst Paul I. übertrug den Sarkophag mit den Reliquien der hl. Petronilla im 8. Jahrhundert in das Mausoleum am Petersdom.
Der Gedenktag der Heiligen ist der 31. Mai.
Ebenso wurde im Mittelalter eine zweite Grabstätte von ihr verehrt, die in Dompeter, in Avolsheim im Elsass gelegen haben soll. Diese Verehrung ist auf einen dort gefundenen gallorömischen Sarkophag zurückzuführen, der als ihr Grab gedeutet wurde.

## Ikonographie
In der Ikonographie wird Petronilla als Beterin im römischen Gewand mit den Attributen Märtyrerkrone und Märtyrerpalme  und Delphin dargestellt, als Hausverwalterin des Apostels Petrus auch mit Schlüssel und Besen. Die heilige Petronilla ist Schutzpatronin der Stadt Rom, der Reisenden und wird gegen Fieber angerufen. Die früheste Darstellung der Heiligen in den Domitilla-Katakomben stammt vermutlich aus dem Jahr 357, darauf geleitet die hl. Petronilla die verstorbene Veneranda in den Himmel. In Palermo wird die hl. Petronilla auf einem Mosaik des 12. Jahrhunderts mit Schleier, Kreuz und Segensgestus dargestellt.

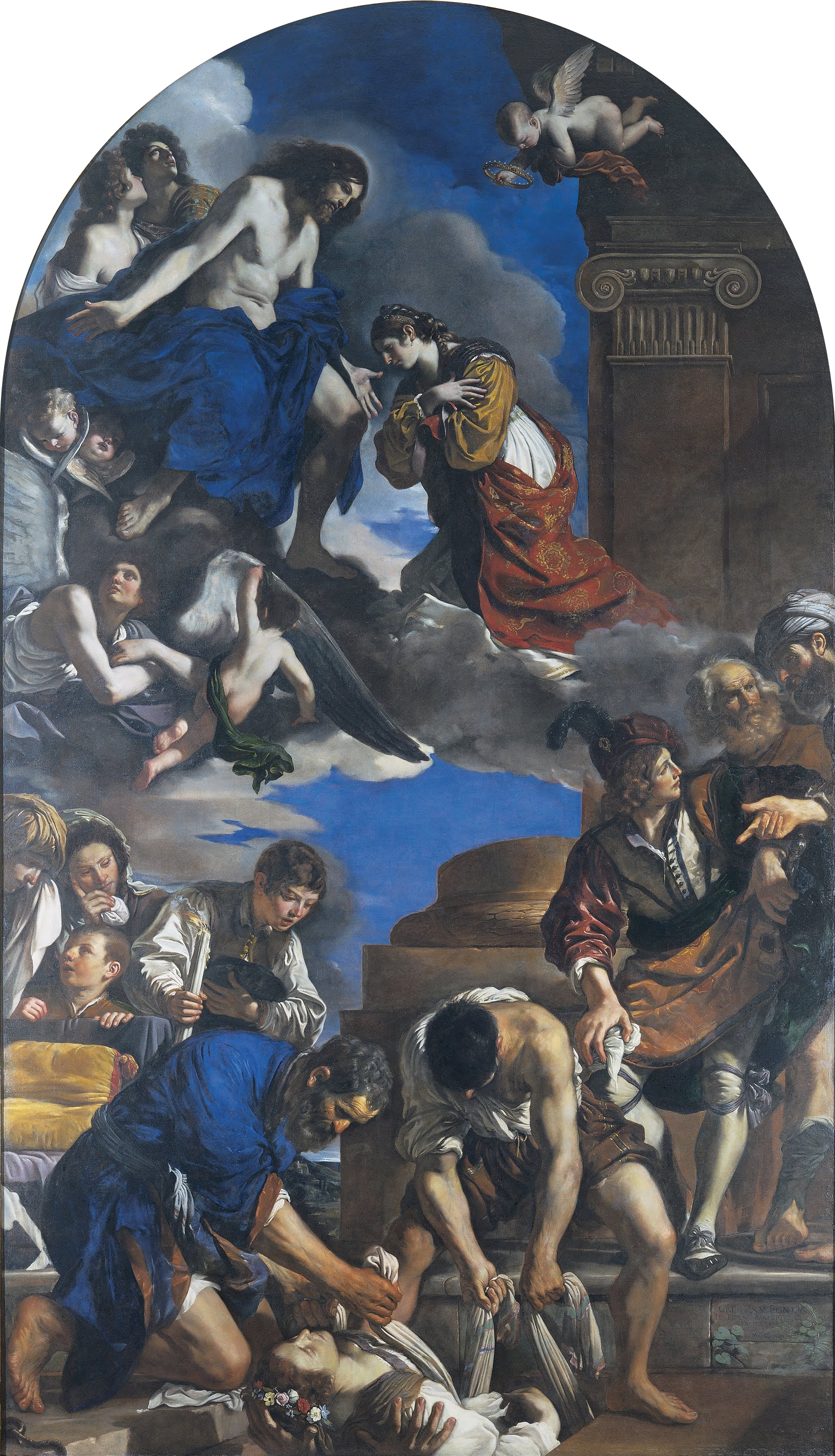
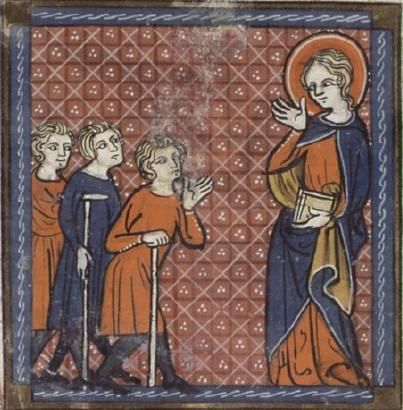
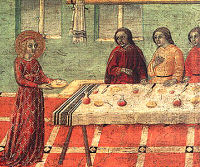

## Bauernregel
Bauernregeln zum Gedenktag der heiligen Petronilla:
- Gibt es an Petronella Regen, wird sich auch das Getreide (der Hafer) legen
- Wer erst Hafer sät an Petronell, dem wächst er gerne, gut und schnell.